# Les Appendices
Cet article concerne le groupe d'humour. Pour la série télévisée, voir Les Appendices (série télévisée).
Les Appendices est un groupe d'humour basé dans la région de Montréal. Ils sont connus pour avoir un humour absurde et pour faire des jeux de mots, parfois insensés. La troupe exploite différents types d'arts, comme le cinéma, la chanson ou les marionnettes.  

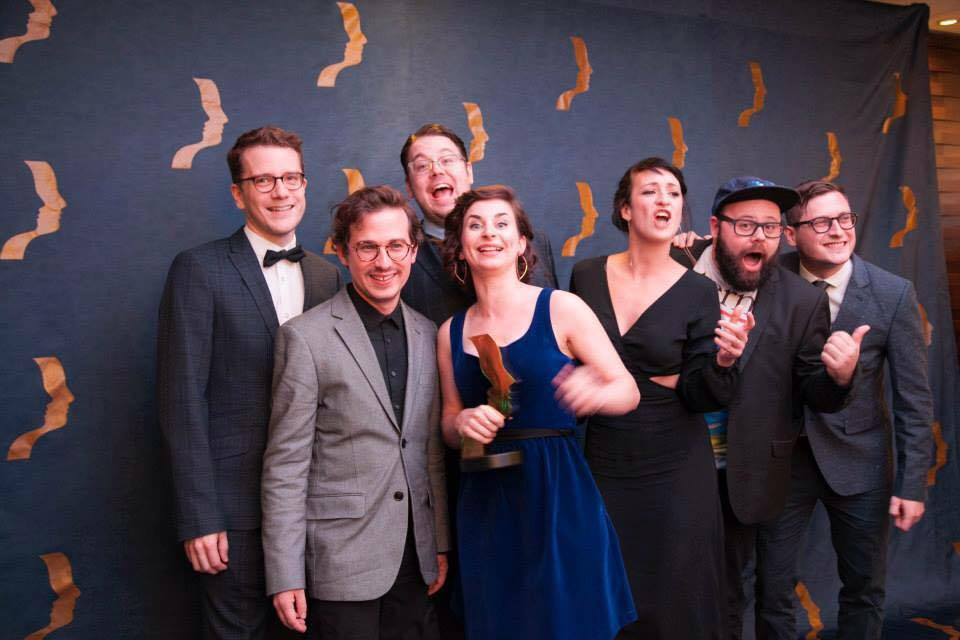
Les Appendices, Prix Gémeaux 2015.

La troupe se compose de sept membres : Dave Bélisle (né le 6 juillet 1985), Julien Corriveau (né le 7 mai 1984), Jean-François Chagnon (né le 20 novembre 1984), Dominic Montplaisir (né le 17 mars 1984), Jean-François Provençal (né le 19 juin 1984), Sonia Cordeau (née le 15 août 1986) et Anne-Élisabeth Bossé (née le 24 juillet 1984). Ils ont été scripteurs pour l'émission Le Sketch Show diffusée sur les ondes de TVA. Ils ont aussi écrit les capsules mettant en vedette Véronique Cloutier et Antoine Bertrand lors du lancement de la programmation de Radio-Canada en août 2010.
La première saison de la série télévisée Les Appendices a été diffusée sur les ondes de Télé-Québec dès 2009. Depuis, 8 autres saisons ont été produites, toujours diffusées sur les ondes de Télé-Québec. À l’hiver 2017 Télé-Québec annonce que Les Appendices ne serait pas de retour pour une 10e saison, par manque de budget. En plus des 111 épisodes classiques, ils ont fait deux spéciaux : un de fin d’année Tourlou 2017 et un pour les 50 ans de Télé-Québec 50 ans de télé et de Québec à l’hiver 2018. Même si les membres des Appendices ont fait leur propre chemin, après la diffusion des neuf saisons à Télé-Québec, le groupe ne s’est jamais complètement séparé. Les sept travaillent souvent ensemble.
Le 12 novembre 2020, le groupe revient à l'écran avec une saison de 8 épisodes de Les appendices : de retour après la pause, cette fois-ci sur Ici tou.tv et dans un format plus compact que la série Les Appendices. 